# Тодендорф
Тодендорф (њем. Todendorf) општина је у њемачкој савезној држави Шлезвиг-Холштајн. Једно је од 55 општинских средишта округа Штормарн. Према процјени из 2010. у општини је живјело 1.073 становника. Посједује регионалну шифру (AGS) 1062078, NUTS (DEF0F) и LOCODE (DE TDF) код.

## Географски и демографски подаци
Тодендорф се налази у савезној држави Шлезвиг-Холштајн у округу Штормарн. Општина се налази на надморској висини од 49 метара. Површина општине износи 12,8 km². У самом мјесту је, према процјени из 2010. године, живјело 1.073 становника. Просјечна густина становништва износи 84 становника/km².